# Caleta Choza
La caleta Choza es una pequeña ensenada ubicada en la parte oriental de la bahía Esperanza, entre la punta Foca y las rocas Grunden, en el extremo nororiental de la península Antártica, Antártida.

## Historia y toponimia
Fue descubierta por el grupo que acompañaba a Johan Gunnar Andersson en la Expedición Antártica Sueca, que pasó el invierno en la bahía Esperanza en 1903, construyendo una choza de piedra. La cala fue llamada así en 1945 por el British Antarctic Survey (BAS) porque, al igual que la expedición sueca, el BAS estableció una cabaña base en la orilla sur. La toponimia antártica argentina tradujo el nombre al castellano.
En cercanías de la caleta ocurrió el primer tiroteo bélico en la Antártida el 1 de febrero de 1952 cuando un equipo de la Armada Argentina que se hallaba construyendo el destacamento naval Esperanza, luego de realizar una advertencia, disparó ráfagas de ametralladora sobre un equipo civil del Falkland Islands Dependencies Survey del Reino Unido que descargaban materiales del barco John Biscoe con la intención de reconstruir la Base D, y lo obligó a reembarcar.

## Instalaciones cercanas
Argentina mantiene el Faro Esperanza en la mayor de las rocas Grunden desde 1952, y la Base Esperanza, en la punta Foca, desde el 17 de diciembre del mismo año. Uruguay mantiene desde 1997 la Estación científica antártica Ruperto Elichiribehety, que previamente fue la Station D—Hope Bay del Reino Unido.

## Reclamaciones territoriales
Argentina incluye a la bahía en el departamento Antártida Argentina dentro de la provincia de Tierra del Fuego, Antártida e Islas del Atlántico Sur; para Chile forma parte de la comuna Antártica de la provincia Antártica Chilena dentro de la Región de Magallanes y de la Antártica Chilena; y para el Reino Unido integra el Territorio Antártico Británico. Las tres reclamaciones están sujetas a las disposiciones del Tratado Antártico.
Nomenclatura de los países reclamantes: 
- Argentina: caleta Choza[8][9]
- Chile: caleta Hut[10]
- Reino Unido: Hut Cove[3]

## Galería

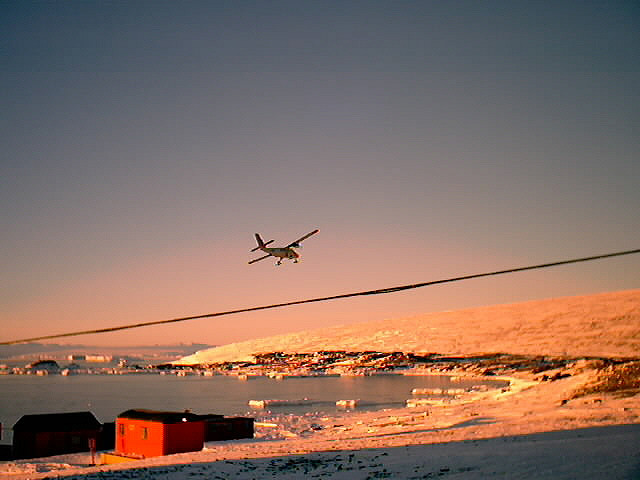
Twin Otter argentino sobrevolando la caleta.
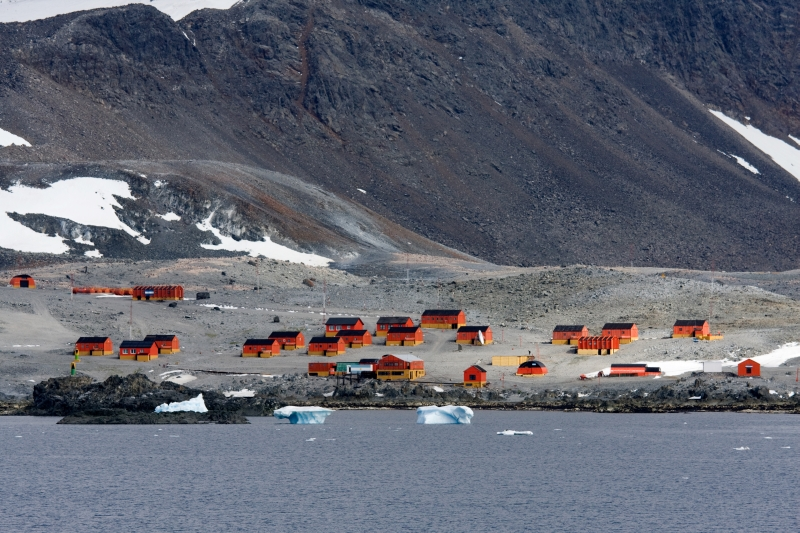
Vista de la base Esperanza desde las aguas de la caleta.
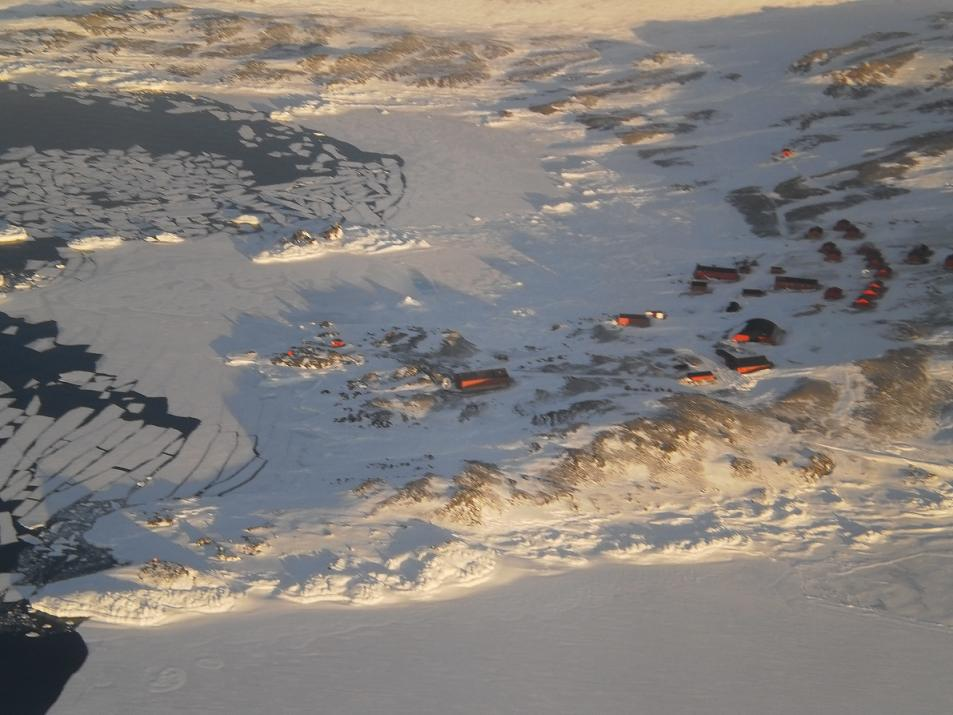
Vista aérea de la caleta en septiembre de 2011.